# Johann Elias Ridinger

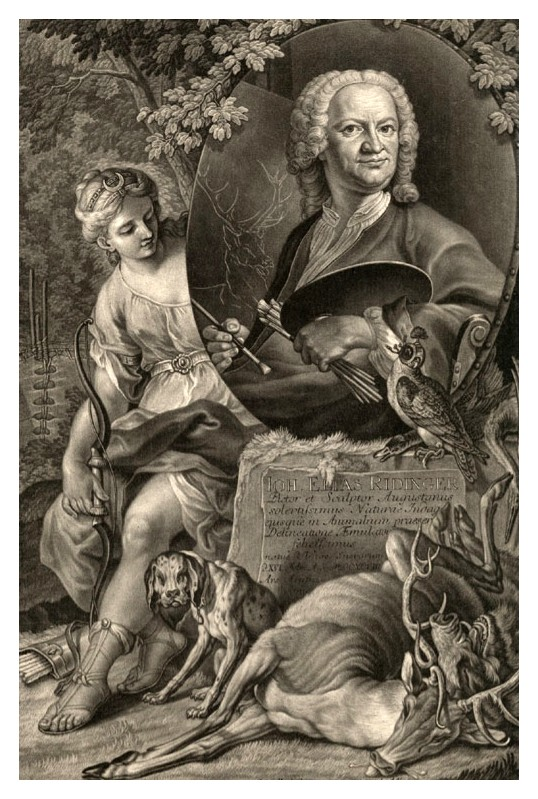
Johann Elias Ridinger - Autoritratto, 1750 circa

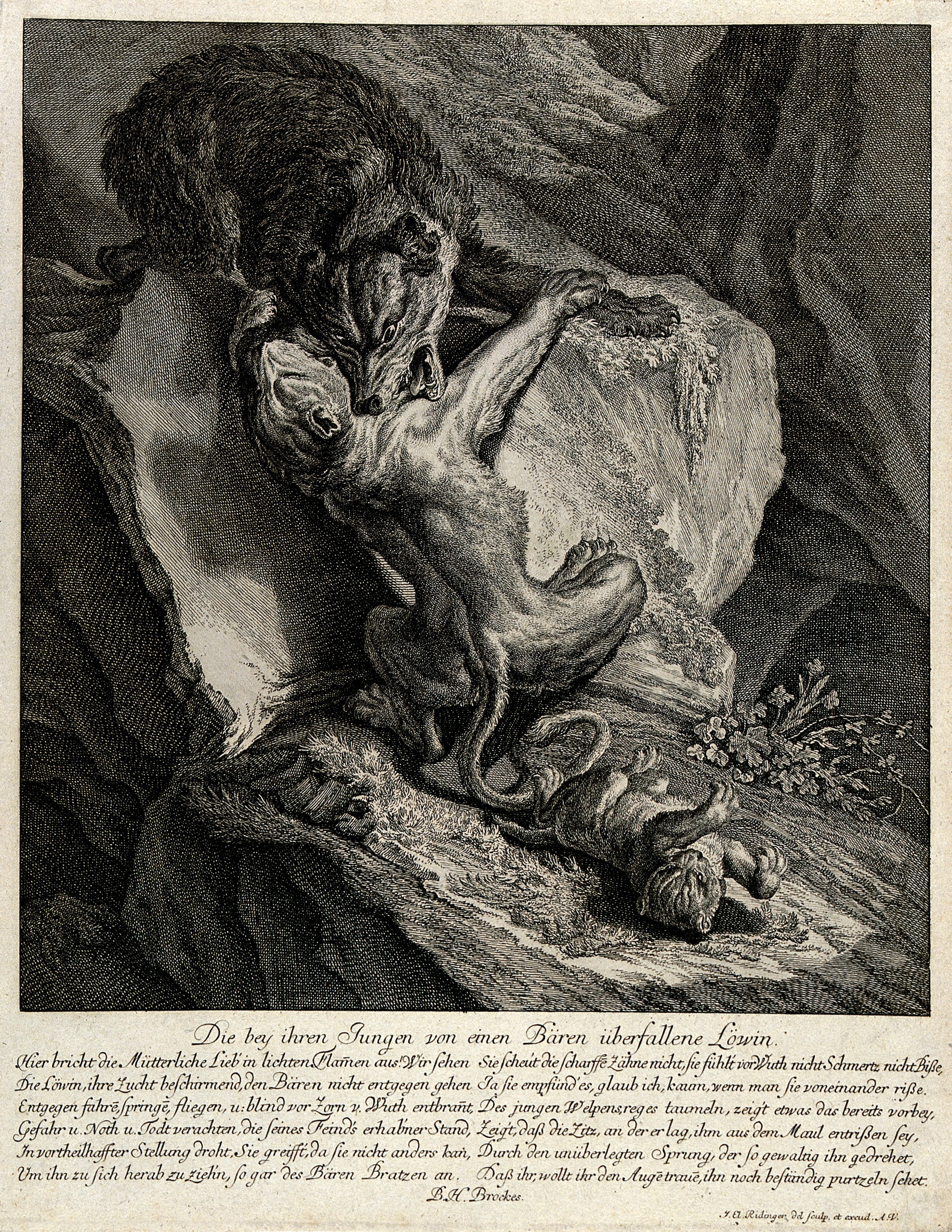
Johann Elias Ridinger - L'orso e la leonessa di montagna

Johann Elias Ridinger (Ulma, 16 febbraio 1698 – Augusta (Germania), 10 aprile 1767) è stato un incisore, pittore e editore tedesco.

## Biografia
Noto in particolare come incisore, Johann Elias Ridinger rappresentava animali (cani, cavalli e leoni) e scene di caccia, disegnate in un crudo verismo. Si stabilì verso il 1718 ad Augusta, in Germania, e nel 1759 fu nominato direttore della locale Accademia d'arte. Disegnava con grande cura le immagini che poi incideva all'acquaforte, a mezzatinta o a bulino. Pubblicò raccolte di sue incisioni, contenenti soggetti da lui preferiti: i cani e la cacciagione. L'immagine del Bullenbeisser - un cane analogo al bulldog, ma con manto tigrato - è presente nelle scene da lui incise. Suo figlio Martin Elias Ridinger (1730?-1780) è stato incisore.

### Incisioni in raccolte
- (DE) Johann Elias Ridinger, Vorstellung und Beschreibung derer Schul und Campagne Pferden nach ihren Lectionen, in was vor gelegenheiten solche konnen gebraucht werden. Heraus gegeben von Johann Elias Ridinger, Augspurg, 1760, SBN BIAE001380.

## Altre incisioni
- Il Paradiso o la Creazione e la caduta dell'uomo, 50,7x66 cm